# Rio Clanţu
O Rio Clanţu é um rio da Romênia, afluente do Sibişel, localizado no distrito de Hunedoara.